# Google Authenticator

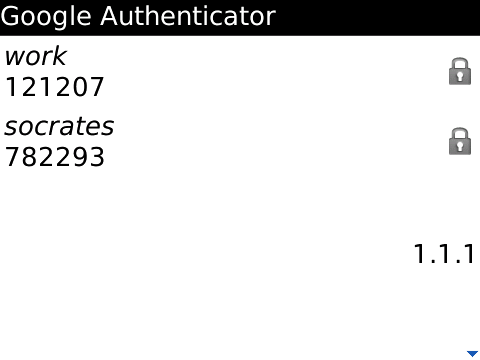
Google Authenticator

Google Authenticator es un software basado en autenticación con contraseña de un solo uso desarrollado por Google. Google Authenticator ofrece un número de seis dígitos que el usuario debe proporcionar además de su nombre de usuario y contraseña para acceder a los servicios de Google. Google Authenticator puede también generar códigos para aplicaciones de terceras partes, tales como gestores de contraseñas o servicios de alojamiento de archivos.

## Implementaciones
Google ofrece versiones de Google Authenticator para Android, BlackBerry y iOS.
Existen también varias implementaciones de terceras partes;
- Windows Phone 7.5/8: Authenticator Virtual TokenFactor
- Windows Mobile: Google Authenticator for Windows Mobile
- Java CLI: Authenticator.jar
- Java GUI: JAuth
- J2ME: gauthj2me lwuitgauthj2me Mobile-OTP (chinese only) totp-me
- PalmOS: gauthj2me
- Python: onetimepass
- PHP: GoogleAuthenticator.php
- Ruby: google_authenticator_auth gem (third party implementation)
- Rails: active_model_otp (third party implementation)
- webOS: GAuth
- Windows: gauth4win MOS Authenticator
- .NET: TwoStepsAuthenticator
- HTML5: html5-google-authenticator
- MeeGo/Harmattan (Nokia N9): GAuth
- Apache: Google Authenticator Apache Module
- PAM: Google Pluggable Authentication Module oauth-pam
- Web Browser Online : Yashvasin Authenticator

## Descripción técnica
Google Authenticator incluye implementaciones para la generación de códigos de autenticación con contraseña de un solo uso destinado a varias plataformas móviles, así como un módulo de autenticación (PAM) conectable. Los códigos One-time son generados haciendo uso de estándares abiertos desarrollados por The Initiative for Open Authentication (OATH) (no guarda relación con OAuth). 
Estas implementaciones soportan el algoritmo HMAC-Based One-time Password (HOTP) especificado en la RFC 4226 y el algoritmo Time-based One-time Password (TOTP) especificado en la RFC 6238.
El proveedor de servicio genera una clave secreta de 80 bits para cada usuario. Esta se suministra como una cadena de 16 caracteres codificados en base32 o como un QR code. El cliente crea un mensaje HMAC-SHA1 usando esta clave secreta. El mensaje así generado puede estar basado en;
- El número de periodos de 30 segundos transcurridos desde Unix epoch; o
- El contador que es incrementado con cada nuevo código.

Una porción de la HMAC se extrae y es convertida a un código de 6 dígitos.

### Pseudo código para Time OTP
```
 function 
GoogleAuthenticatorCode
(
string
 secret)
     key := base32decode(secret)
     message := current Unix time ÷ 30
     hash := 
HMAC-SHA1
(key, message)
     offset := last nibble of hash
     truncatedHash := hash[offset..offset+3]  
//4 bytes starting at the offset

     Set the first bit of truncatedHash to zero  
//remove the most significant bit 

     code := truncatedHash 
mod
 1000000
     
pad
 code with 0 until length of code is 6
     
return
 code 
```

## Uso
Google Authenticator puede ser usado entre otros con las siguientes aplicaciones y websites:
- LastPass Password Manager[3]
- Amazon.com
- Facebook.com
- Hotmail.com
- MercadoLibre.com
- Binance.com